# 近畿畜産薬品
近畿畜産薬品株式会社（きんきちくさんやくひん）は、畜産薬品・飼料添加物・医薬品の卸を中心とする日本の企業であった。現在はメディセオ・パルタックホールディングスの一社「クラヤ三星堂」である。医薬品の卸売手。地盤は近畿地方。

## 概要
- 本社は大阪府大阪市東区修道町2-1
- 代表取締役社長　　福田義夫

## 沿革
- 1967年（昭和42年）9月7日に大阪府の「厚和薬品」と奈良県の「森田草楽堂」の動物薬品部門を切り離し合併し設立
- 1971年（昭和46年）1月厚和薬品・4月田辺薬品（近畿圏域の医薬品卸で製薬メーカーの田辺製薬とは別会社）と近畿圏大型合併により同時に「三星堂」に合併

## 主な取引メーカー
- 武田薬品工業等

## 営業所
- 堺連絡所
- 茨木連絡所
- 檀原営業所